# 翅果耳草
翅果耳草（学名：Hedyotis pterita）为茜草科耳草属下的一个种。

## 扩展阅读
- 維基物種上的相關：翅果耳草